# Johannesberg (Bayern)

Gemeindegebiet mit Gemeindeteilen von Johannesberg

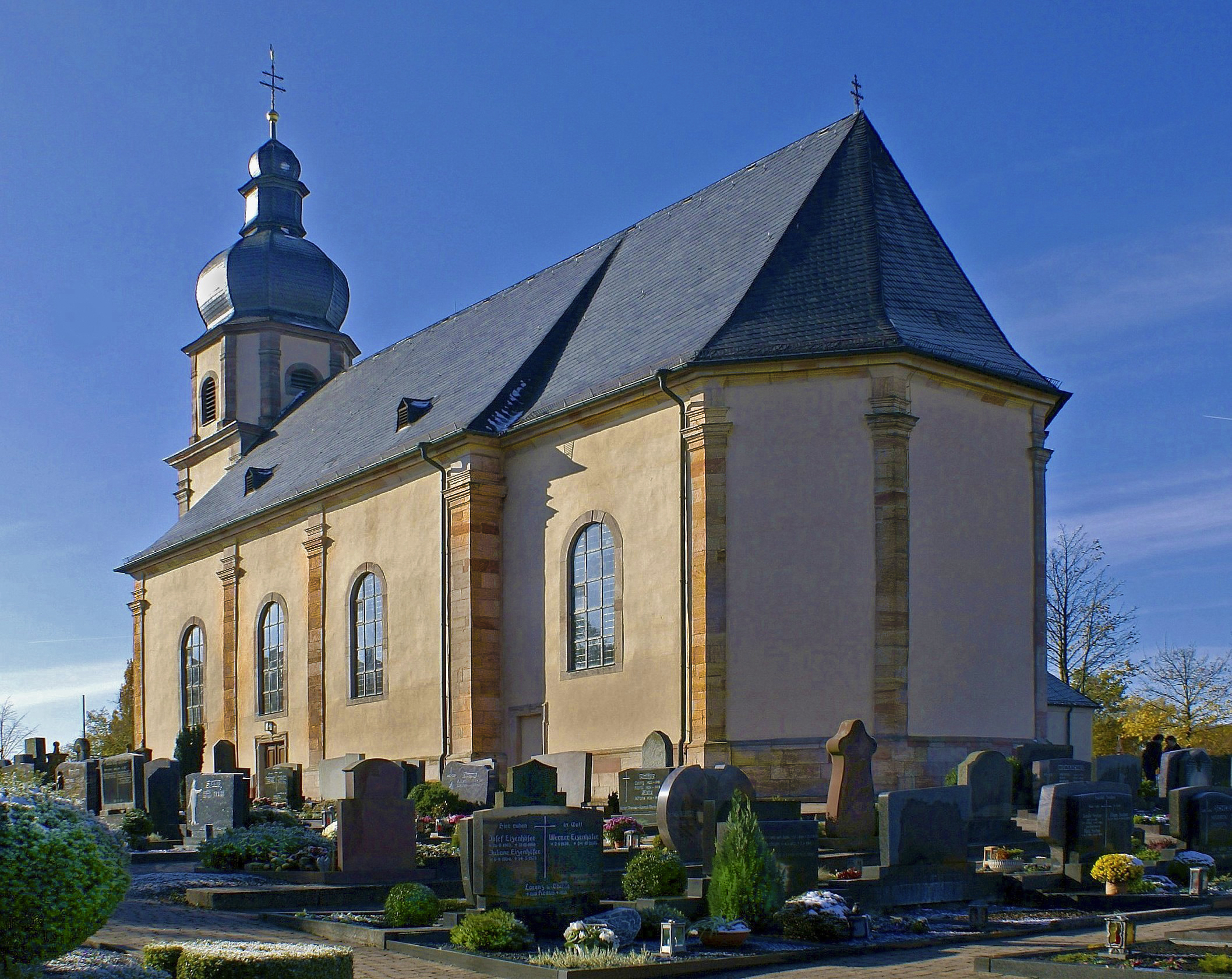
Pfarrkirche St. Johannes Enthauptung; Ansicht von Nordosten

Johannesberg ist eine Gemeinde im unterfränkischen Landkreis Aschaffenburg.

## Geografie

### Geografische Lage
Der Ort Johannesberg liegt in der Region Bayerischer Untermain, etwa sechs Kilometer von Aschaffenburg entfernt. Die Kirche St. Johannes Enthauptung befindet sich auf dem höchsten Punkt des Johannesberges, 372 m ü. NHN. Durch den Ort führen die Staatsstraße 2309 und der Fränkische Marienweg. Der topographisch höchste Punkt der Gemeinde befindet sich am Berggipfel des Haags nördlich von Rückersbach mit 403 m ü. NHN (Lage), der niedrigste liegt am Steinbach südwestlich von Steinbach auf 170 m ü. NHN (Lage).

### Gemeindegliederung
Es gibt sieben Gemeindeteile (in Klammern der Siedlungstyp und die Zahl der Einwohner):
- Breunsberg (Dorf, 549)
- Hagelhof (Weiler)
- Johannesberg (Pfarrdorf, 1.092)
- Oberafferbach (Dorf, 1.450)
- Rückersbach (Kirchdorf, 513)
- Steinbach (Kirchdorf, 624)
- Sternberg  (Dorf)

Es gibt die Gemarkungen Breunsberg, Johannesberg, Oberafferbach, Rückersbach und Steinbach.

### Nachbargemeinden
| Stadt Alzenau                                | Markt Mömbris                               |                                  |
| Gemeinden Karlstein am Main und Kleinostheim | Kompassrose, die auf Nachbargemeinden zeigt | Markt Hösbach                    |
| Gemeinde Mainaschaff                         | Stadt Aschaffenburg                         | Gemeinden Goldbach und Glattbach |

## Name

### Etymologie
Johannesberg hat seinen Namen von der Kirche St. Johannes der Täufer (heute St. Johannes Enthauptung), die auf dem Gipfel des Berges errichtet wurde. Im Volksmund wird der Ort „Koansbäich“ (Aussprache: [kɑ̃nsbɛːʃ]) genannt.

### Frühere Schreibweisen
Frühere Schreibweisen des Ortes aus diversen historischen Karten und Urkunden:
- 1513 Johannesberg
- 1532 Johans Berg
- 1625 Johannisberg
- 1805 Johannesberg

## Geschichte

### Bis zum 18. Jahrhundert
Zwischen 1200 und 1300 muss die erste Kirche als romanische Kirche auf dem Johannesberg errichtet worden sein, und zwar mit einer West-Ost-Ausrichtung. Als Höhenkirche wurde sie außerhalb der Ortschaft Oberafferbach gebaut, die 1818 noch Oberaffholdersbach genannt wurde. Im Jahre 1351 wurde Rauenthal erstmals urkundlich erwähnt. Das Stift Aschaffenburg erhielt den Geipelshof bei Johannesberg 1440 zum Lehen.
Das alte Pfarrhaus, Hauptstraße 8, wurde erstmals 1550 erwähnt. Mit dem Tod des Grafen Philipp von Rieneck starb 1559 das Geschlecht aus, und die Bischöfe von Mainz übernahmen endgültig die Macht im Spessart. Das Kurfürstentum Mainz erklärte 1682 alle Kinder im Alter von sechs bis zwölf Jahren für schulpflichtig.
Im Zuge des österreichischen Erbfolgekrieges mit der Schlacht bei Dettingen zerstörten englische Truppen 1743 die Johannesberger Kirche, die im Frühjahr des Jahres 1768 neu und größer errichtet wurde. Die Fertigstellung muss um 1774 gewesen sein.

### 19. und 20. Jahrhundert
Am 1. Juli 1862 wurde das Bezirksamt Aschaffenburg gebildet, auf dessen Verwaltungsgebiet Johannesberg lag. 1939 wurde wie überall im Deutschen Reich die Bezeichnung Landkreis eingeführt. Johannesberg war nun eine der 33 Gemeinden im Altkreis Aschaffenburg. Dieser schloss sich am 1. Juli 1972 mit dem Landkreis Alzenau in Unterfranken zum neuen Landkreis Aschaffenburg zusammen.
Die Verwaltungsgemeinschaft Rauenthal, die 1976 mit dem Zusammenschluss der Gemeinden Johannesberg und Glattbach gegründet wurde, wurde 1994 per Gesetz aufgelöst. Die Gemeinde Johannesberg verfügt wieder in eigener Zuständigkeit über eine Rathausverwaltung.
Zwischen Johannesberg und Val Orne-Ajon im französischen Département Calvados wurde 1990 die offizielle Partnerschaft geschlossen, und zwar mit Avenay, Amayé-sur-Orne, Maizet, Montigny, Préaux-Bocage, Maisoncelles-sur-Ajon, Sainte-Honorine-du-Fay und Vacognes-Neuilly. Am 18. Mai 1996 kam die französische Gemeinde Trois-Monts als neunte Gemeinde hinzu.

### Eingemeindungen
Mit der ersten freiwilligen Phase der Gebietsreform schließen sich am 1. Juli 1972 die vormals selbständigen Gemeinden Breunsberg, Johannesberg, Oberafferbach und Rückersbach zu einer neuen Gemeinde mit dem Namen »Johannesberg« zusammen. Die Gemeinden Johannesberg und Glattbach bilden 1976 die Verwaltungsgemeinschaft »Rauenthal«. Entsprechend der Entscheidung der Regierung von Unterfranken wird der Gemeindeteil »Rauenthal« – vormals eine Exklave – mit damals etwa zehn Einwohnern am 1. Juli 1976 von der Gemeinde Johannesberg nach Glattbach umgegliedert. Nach der Freiwilligkeitsphase kommt am 1. Januar 1978 die Gemeinde Steinbach zwangsweise zu Johannesberg.

### Einwohnerstatistik
- 1961: 2196 Einwohner[8]
- 1970: 2730 Einwohner[8]
- 1987: 3391 Einwohner
- 1991: 3615 Einwohner
- 1995: 3779 Einwohner
- 2000: 3833 Einwohner
- 2005: 3887 Einwohner
- 2010: 3831 Einwohner
- 2015: 3911 Einwohner

Im Zeitraum 1988 bis 2018 stieg die Einwohnerzahl von 3432 auf 3926 um 494 Einwohner bzw. um 14,4 %.
Quelle: BayLfStat

### Konfessionsstatistik
Laut der Volkszählung 1987 waren damals 83,0 % der Einwohner von Johannesberg römisch-katholisch, 10,6 % evangelisch und 6,4 % waren konfessionslos, gehörten einer anderen Religionsgemeinschaft an oder machten keine Angabe. Laut der Zensus 2011 waren im Jahr 2011 66,7 % römisch-katholisch, 11,7 % der Einwohner evangelisch und 21,6 % waren konfessionslos, gehörten einer anderen Glaubensgemeinschaft an oder machten keine Angabe. Die Zahl der Protestanten und Katholiken ist seitdem weiter gesunken und die Zahl der Einwohner mit sonstiger Konfession oder ohne Konfession nimmt seit 2011 jährlich um etwa 1,5 % zu. Derzeit (Stand Ende 2022) sind von den Einwohnern 52,5 % katholisch, 10,1 % evangelisch und 37,3 % gehören entweder einer anderen Glaubensgemeinschaft an oder sind konfessionslos.

## Politik

### Gemeinderat
Der Gemeinderat hat 16 Mitglieder zuzüglich des Ersten Bürgermeisters.
|      | CSU | SPD | FWG | JA | Grüne | Gesamt   |
| 2008 | 6   | 2   | 3   | 5  | 0     | 16 Sitze |
| 2014 | 8   | 0   | 2   | 6  | 0     | 16 Sitze |
| 2020 | 7   | 0   | 2   | 3  | 4     | 16 Sitze |

(Stand: Kommunalwahlen in Bayern 2020 am 15. März 2020)

### Bürgermeister
- 1812 Peter Flittner
- 1848–1838 Fecher
- 1843 Junker
- 1859 Eisert
- 1876–1881 Stadtmüller
- 1882–1887 Denk
- 1888–1919 Conrad Fecher
- 1919–1929 Martin Stadtmüller
- 1930–1945 Anton Kraus
- 1945–1949 Ferdinand Stadtmüller
- 1948–1956 August Eisert
- 1956–1962 Anton Kraus
- 1962–1974 Alois Hain
- 1974 Hans Glaser
- 1974–1983 Alois Hain
- 1984–2008 Michael Rosner
- seit 15. Juni 2008 Peter Zenglein[12]

### Wappen
| Wappen der Gemeinde Johannesberg (Bayern) | Blasonierung: „Über rotem Dreiberg, darin ein sechsspeichiges silbernes Rad, in Silber ein blauer Schräglinkswellenbalken, überdeckt von einem schräg gestellten, gestürzten blauen Schwert.“ |
| Wappen der Gemeinde Johannesberg (Bayern) | Wappenbegründung: Mit dem Schwert wird das Kirchenpatrozinium (Johannes Enthauptung) der örtlichen Pfarrkirche zum Ausdruck gebracht, dessen Bezeichnung auch im Ortsnamensgrundwort anklingt. Über Jahrhunderte war die Gemeinde Teil des Mainzer Kurstaats, was im Wappen durch das Mainzer Rad symbolisiert wird. Die drei Berge deuten die geographische Lage der Gemeinde im Vorspessart mit den Berg-Gemeindeteilen Johannesberg, Breunsberg, Sternberg an, während das Bachsymbol auf die Gemeindeteile Oberafferbach, Steinbach und Rückersbach hinweist. Dieses Wappen wird seit 1976 geführt. |

### Gemeindepartnerschaften
Seit 1990 besteht eine Partnerschaft mit acht Gemeinden im Calvados, organisiert im Dachverband I. C. L. Val Orne-Ajon, zu dem die Gemeinden Avenay, Amaye sur Orne, Maizet, Montigny, Preaux Bocage, Maisoncelles/Ajon, Sainte Honorine du Fay und Vacognes-Neuilly gehören.

## Sehenswürdigkeiten
Seit 1769 steht auf dem Berghang die katholische Pfarrkirche Sankt Johannes’ Enthauptung. Das äußerst seltene Titularfest der Kirche passt zum exklusiven Standort der Pfarrkirche, die über viele Kilometer hinweg aus allen Himmelsrichtungen gut zu sehen ist. Alljährlich begeht die katholische Pfarrei ihr Patrozinium am 29. August, dem Tag, an dem die Kirche der Passion Johannes des Täufers gedenkt. Ein Postkartenmotiv von Adalbert Hock zeigt den Kirchturm mit einer Aussichtsplattform über der heutigen Uhr.

## Wirtschaft und Infrastruktur

### Wirtschaft einschließlich Land- und Forstwirtschaft
2017 gab es in der Gemeinde 281 sozialversicherungspflichtige Arbeitsplätze. Von der Wohnbevölkerung standen 1448 Personen in einem versicherungspflichtigen Beschäftigungsverhältnis. Damit war die Zahl der Auspendler um 1167 Personen größer als die der Einpendler. 57 Einwohner waren arbeitslos. 2016 gab es 14 landwirtschaftliche Betriebe.

### Gemeindesteuern
2017 betrugen die Gemeindesteuereinnahmen 3657 T€, davon betrugen die Gewerbesteuereinnahmen (netto) 467 T€ und der Gemeindeanteil an der Einkommensteuer 2744 T€.

### Verkehr
Durch Johannesberg führt die einzige Nordanbindung nach Aschaffenburg. Die Gemeinde dient als Durchfahrtsort und deckt weite Bereiche des Kahlgrunds ab. Somit kommt es vor allem in der Hauptverkehrsstraße zu erheblicher Lärmbelastung. Messungen haben ergeben, dass zeitweise bis zu 10.000 Fahrzeuge täglich Johannesberg passieren. Mehrere Versuche zur Lärmminderung z. B. in Form einer Zone 30 wurden nicht stattgegeben. Da es sich bei der Hauptverkehrsader um eine Staatsstraße (St 2309) handelt, liegen sämtliche Rechte beim Freistaat.
Des Weiteren gibt es in Johannesberg mit dem stetigen Ausbau des Frankfurter Flughafens erhöhte Lärmbelästigung durch Flugzeuge. Eine Bürgerinitiative diesbezüglich ist bereits aktiv.

### Bildung
2018 gab es folgende Einrichtungen:
- Eine Kindertageseinrichtung mit 268 genehmigten Plätzen und 256 Kindern
- Eine Volksschule mit sechs Klassen, sieben Lehrern und 135 Schülern

## Persönlichkeiten
- Alfons Goppel (1905–1991), deutscher Politiker (CSU), von 1962 bis 1978 Ministerpräsident von Bayern, starb in Johannesberg.

## Sonstiges
- Mühlbergfestival: Bei diesem Musikfestival kommen jährlich ca. 2000 Besucher aus ganz Deutschland, die sich auf Bands wie die Bananafishbones, ABCD, Rodgau Monotones, Pur, Cashma Hoody, Boppin’B oder The Bones freuen. Eine weitere Attraktion ist der sonntägliche Frühschoppen mit dem Johannesberger Musikverein.[14]
- „Die Dieselschlucker e. V.“, gegründet 2007: Der Verein setzt sich ein für die Erhaltung und Restaurierung von landwirtschaftlichen Geräten und Maschinen und führt deren Arbeitsweise bei Veranstaltungen öffentlich vor. Alle zwei Jahre organisiert der Verein in Rückersbach am letzten Septemberwochenende (das nächste im September 2024) ein „historischen Erntefest“.[15]